# Kilagano
Kilagano ist ein Verwaltungsbezirk (Ward) des Distrikts Songea in der tansanischen Region Ruvuma.

## Geografie
Kilagano liegt im Südwesten von Tansania etwa 50 Kilometer Luftlinie nordwestlich der Regionshauptstadt Songea. Der Bezirk grenzt im Norden an Mahanje, Lituta und Mkongotema, die alle zum Distrikt Madaba gehören. Im Osten grenzt Kilagano an Parangu und Maposeni, im Süden an Litisha und Liganga und im Westen an Litumbandyosi des Distrikts Mbinga. Bei der Volkszählung 2022 lebten 21.782 Menschen in 5154 Haushalten auf einer Fläche von 817 Quadratkilometern.

## Gliederung
Der Bezirk besteht aus fünf Gemeinden (Mtaa) mit 42 Orten (Kitongoji):
| Mgazini - Mapendo - Locha - Mpambano - Msasani - Lulanga - Kigoma A - Kigoma B - Mgazini Magharibi - Hamka Twende | Kilagano - Chuki Si Mali - Miembeni - Mnazi Mmoja - Misheni - Kaza Roho - Njomlole - Geuzaulole - Tabu Amani - Sokoine | Mhepai - Luhira Kati - Njoomlole - Muhepai A - Kisiwani - Kilombero - Hepai B - Mtulingano | Muungano Zomba - Zomba A - Mpambano - Kilawalawa - Kilanga Juu - Muungano Kati | Lugagara - Dodoma Juu - Dodoma Chini - Mtanga - Mhivila - Lugagala Juu - Namasatu - Mbuni - Mhimbasi Juu - Mhimbasi Chini - Mhimbasi Kati - Lilomba - Lukumburu |

## Wirtschaft und Infrastruktur
- Bildung: Im Bezirk gibt es eine weiterführende Schule. Die Kilagano Secondary School ist eine öffentliche Schule, die rund 150 Mädchen und Burschen bis zur 4. Stufe ausbildet.[8]
- Gesundheit: In jeder der fünf Gemeinden gibt es eine staatliche Apotheke.[9][10][11][12][13]